# Hydrazony
Hydrazony jsou skupina organických sloučenin s obecným strukturním vzorcem R1R2C=N-NH2. Lze je odvodit od aldehydů a ketonů nahrazením kyslíkového atomu skupinou N-NH2.

## Příprava a výroba
Hydrazony se obvykle připravují reakcí hydrazinu s aldehydem či ketonem. Rovněž je lze získat Jappovou–Klingemannovou reakcí, tedy reakcí β ketokyselin či β ketoesterů s aryldiazoniovými solemi. V minulosti byl k výrobě farmaceuticky zajímavých hydrazonů fenolu používán zvláštní mechanochemický proces.

## Vlastnosti
Ve vodném roztoku jsou hydrazony k hydrolýze stokrát až tisíckrát náchylnější než odpovídající oximy.

### Reakce
Hydrazony se mohou účastnit mnoha různých reakcí, jako jsou například hydrazonová jodace, Shapirova reakce a Bamfordova–Stevensova reakce, při nichž vznikají vinylové sloučeniny, a jsou též meziprodukty Wolffovy–Kishnerovy redukce.
Při přípravě 3,5-disubstituovaných 1H-pyrazolů se hydrazony přeměňují na aziny (při této reakci se rovněž používá hydrát hydrazinu).

## N,N'-Dialkylhydrazony
U N,N'-dialkylhydrazonů může proběhnout hydrolýza, oxidace i redukce vazby C=N a vazbu N-N lze zredukovat na volný amin. Uhlíkový atom vazby C=N může reagovat s organokovovými nukleofily. Alfa vodík je o 10 řádů kyselejší, a tedy i nukleofilnější, než keton. Deprotonací, provedenou například diisopropylamidem lithným, vzniká azaenolát, který je možné alkylovat alkylhalogenidy, tuto reakci objevili Elias James Corey a Dieter Enders roku 1978. Při asymetrické syntéze látek SAMP a RAMP se využívají dva chirální hydraziny, které fungují jako chirální pomocníci, přičemž se vytváří meziprodukt v podobě chirálního hydrazonu.

## Použití
Tvorba aromatických hydrazonových derivátů se využívá k určení koncentrace aldehydů a ketonů s nízkou molekulární hmotností v proudech plynů; jako příklad lze uvést dinitrofenylhydrazin nanesený na vrstvu oxidu křemičitého, jenž slouží jako adsorpční vrstva. Hydrazony se následně vymyjí a analyzují pomocí vysokoúčinné kapalinové chromatografie s využitím ultrafialového detektoru.
Při syntéze adenosintrifosfátu (ATP) a redukci kyslíku při oxidační fosforylaci v molekulární biologii.

## Galerie

Hydrazony
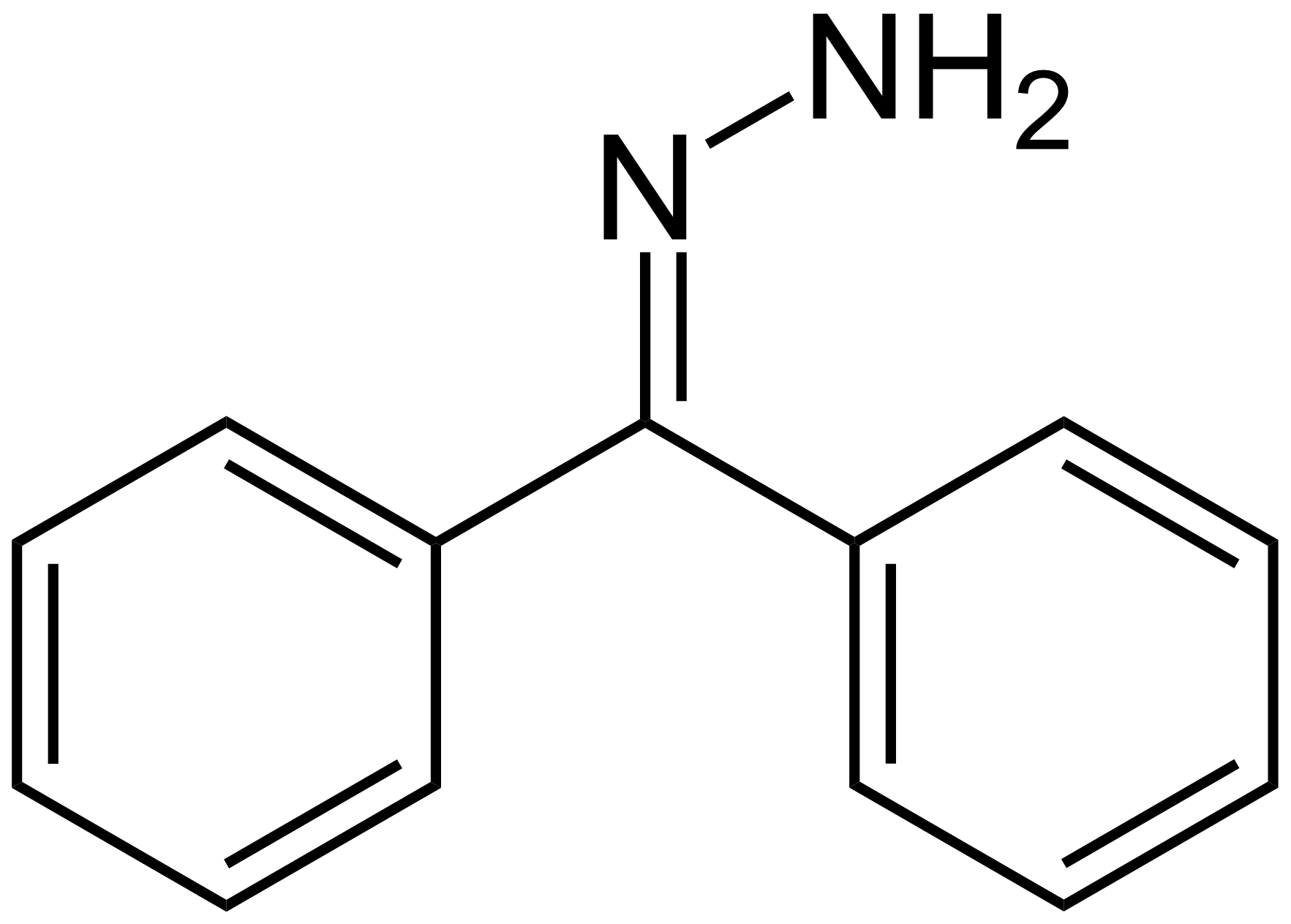
Benzofenon hydrazon, příklad hydrazonu
Karbonylkyanid m-chlorfenyl hydrazon
Gyromitrin (acetaldehyd methylformylhydrazon), mykotoxin
Dihydralazin, léčivo proti vysokému krevnímu tlaku